# Kanton Moëlan-sur-Mer
 Moëlan-sur-Mer is een kanton van het Franse departement Finistère. Het kanton maakt deel uit van het arrondissement Quimper.
In 2020 telde het 36.080 inwoners.

Het kanton werd gevormd ingevolge het decreet van 13 februari 2014, met uitwerking op 22 maart 2015, met Moëlan-sur-Mer als hoofdplaats.

## Gemeenten
Het kanton omvat volgende gemeenten :
- Bannalec
- Moëlan-sur-Mer
- Névez
- Pont-Aven
- Riec-sur-Belon
- Scaër
- Trégunc
- Le Trévoux